# 路易·安托万·德·圣茹斯特
路易·安托万·萊昂·德·聖茹斯特（法語：Louis Antoine Léon de Saint-Just，1767年8月25日—1794年7月28日），又译圣鞠斯特、圣朱斯特，是法國大革命雅各宾专政時期的軍事和政治領袖之一。1792年9月當選為最年輕的國民公會代表后，他的地位迅速上升，成為法蘭西第一共和國政府的主要領導。他帶頭推動處決國王路易十六的運動，隨後參與起草激進的法蘭西1793年憲法。
聖茹斯特曾在困難重重的法國大革命戰爭初期數次被派往前線軍隊，作為特派員指導戰鬥，甚至親身參加戰鬥。他設定的軍紀十分嚴厲，卻也很見成效。很多人認為他的督戰對前線軍隊隨後的勝利起到了很大作用。在巴黎，他是馬克西米連·羅伯斯庇爾的密友，與其一起擔任救国委员会的委員，亦曾頒布無情而激進的恐怖政策，以鞏固革命成果。在法國大革命的歷史舞臺上，聖茹斯特的活躍時間不算長久，卻在後世認知中成為恐怖統治的公開代言人，被後世史學家稱為“恐怖大天使”（L'Archange de la Terreur）。他曾多次經手策劃革命時期風雲人物的逮捕和起訴。其中包括乔治·雅克·丹东和卡米耶·德穆兰。
聖茹斯特在熱月政變中被逮捕，第二天與羅伯斯庇爾及其他盟友一起被處決。史學界很多學者認為：羅伯斯庇爾與聖茹斯特在斷頭台的死亡標誌著恐怖統治的結束。

## 早年生活
1767年，路易·安托万·德·聖茹斯特出生於法蘭西中部城市德西兹，該城在當時隸屬前讷维尔行省。他的父親名為路易·讓·德·聖茹斯特·德·里什堡（Louis Jean de Saint-Just de Richebourg，1716 - 1777），一名退役的法國騎兵軍官，聖路易骑士团的騎士；母親小父親20歲，名為瑪麗-安娜·羅比諾（Marie-Anne Robinot，1736 - 1811），一位公證人的女兒。安托萬是二人的長子，其下還有兩個妹妹，分別生於1768年和1769年。
聖茹斯特全家後來進行了一次北遷，于1776年定居于隸屬于前皮卡第省的布莱朗库尔鎮。在那裡他們的生活風格較為接近鄉村貴族，依靠放租所擁有的土地為生。一年後，安托萬的父親去世，留下他的母親和三個孩子。雖然失去了家裡的支柱，母親仍舊努力保證了她唯一的兒子的教育。1779年，12歲的聖茹斯特被送往在蘇瓦松的一所教會學校進行學習（Collège of the Oratoriens, Saint-Nicolas de Soissons）。
他在學校中的生活基本已不可考，有當時的同學回憶說聖茹斯特並不是很讓人愉快的人，但學習非常刻苦，並對塔西佗和柏拉圖情有獨鐘。一個更加廣為流傳的說法是他是著名的麻煩製造者，曾帶領學生放火燒學校建築，掩護所有共犯逃脫，而自己被抓獲后拒絕供認同黨。但有書面證據表明，聖茹斯特曾與1781年8月16日獲得神父頒發的獎項。所以放火行為或許并不足信。
無論聖茹斯特是如何度過的中學生活，可以確定的是，他在1786年順利地從學校畢了業。
儘管如此，他激烈的本性並未隨歲月流逝而減弱。聖茹斯特是個“野性，漂亮而又極端叛逆”的年輕人，在當地有名望且受歡迎。他與布莱朗库尔當地的一名年輕女子曾有過一段戀情。女子名為泰蕾兹·热莱（Thérèse Gellé），比聖茹斯特略大一些。她的父親際里先生是一位富有的公證人，在鎮上擁有極高的聲勢和近乎專斷的權力。聖茹斯特是時仍舊是個沒有什麼成就的普通青年，所以泰蕾兹的父親並不喜歡他。據說聖茹斯特曾向泰蕾兹求婚，而泰蕾兹也許了婚。然而，官方記錄顯示，1786年7月25日，泰蕾兹嫁給了當地另一個顯赫家庭出身的埃马纽埃尔·托兰（Emmanuel Thorin），這樁婚事被普遍認為是泰蕾兹的父親主導的政治婚姻。婚禮當日聖茹斯特不在鎮裡，並不知道這事件。
儘管真實情況已不可考，但普遍認為這件事后聖茹斯特陷入了一個很危險的失戀狀態，證據是他在泰蕾兹婚後數周突然不聲不響地離家出走至巴黎，同時帶走了一對手槍和他母親的一些銀器。在得知他在巴黎的住宿后，他的母親讓警察將他帶到了少管所（maison de correction），於是他不得不在那裡度過了從1786年9月至1787年3月的時光。
從少管所出來后，聖茹斯特註冊成為蘭斯大學法學院的學生。關於他的大學生活的結尾存在兩種看法：一說他1788年2月14日拿到了學士學位，並于同年4月15日拿到了從業執照；另一說他從法學院退學回家，並未得到任何職業證明。

### 奧爾岡
聖茹斯特在年輕時已展現了自己對文學的愛好，在少管所度過的半年多的歲月裡，他開始利用時間撰寫長詩，并于兩年多后的1789年5月匿名發表了詩集。《奧爾岡》包含了二十篇詩章，時年21歲的聖茹斯特在其中表達了自己對動蕩時局的看法和感觸。長詩基於中世紀背景，帶有一定的奇幻色彩，以年輕的安托萬·奧爾岡（Organt）的探險為主線展開敘述，讚頌了人類最原始的美德，表達了對自由和獨立的追求，同時將當下社會所存在的問題歸咎于當代財富和權力的不平等。詩篇模仿了阿里奧斯托的風格，預示了這個少年人未來的政治極端主義傾向。其中還夾雜了大量簡單粗暴的諷刺和情色片段的描寫，並且對君主制、貴族和教會進行了十分直白的攻擊。
當時的人認為《奧爾岡》淫穢且反動，於是它很快被查禁。但負責沒收它的檢察員發現，各處都並沒有什麼副本存留。它的銷售狀況其實並不是很好，聖茹斯特也並未因發行詩集而獲得任何經濟利益。不過當時正處於大革命的序幕階段，公眾和聖茹斯特的口味都很快隨之發生了轉變，這從他死後留下的文件可以看到些端倪：在那些文件中只有了幾頁尚未完成的小說，除此之外幾乎全部都針對社會和政治理論的論文。他不曾繼續追逐他在文學上和法律上的夢想，而將全部精力集中到了革命這個唯一的目標之上。

## 早期革命生涯
在1792年九月當選為國民公會代表之前，年齡尚不足25歲的聖茹斯特一直頻繁活躍于布莱朗库尔當地的政治舞台上。1789年革命爆發后，布莱朗库尔傳統的政治結構進行了改進和重組。之前手握重權的公證人際里權威受到了改革派的挑戰，挑戰來自於聖茹斯特及其幾個朋友，其中包括他的妹妹露易絲的丈夫。這種改革派與保守派的爭鬥一直持續到1790年，是年布萊朗庫爾舉辦了第一次公開的市政選舉，由國民制憲議會授權進行。新的選舉系統選出了聖茹斯特的一個朋友在鎮里擔任市長；另一個朋友擔任秘書；同時他的妹夫擔任地方國民自衛軍的領袖。聖茹斯特當時並沒有任何社會工作，並不滿足繳稅標準，同時也尚未足齡，但他仍舊被破格允許加入國民自衛軍。
聖茹斯特立刻表現出了他無情的紀律主義——日後他亦因此而聞名於世。在短短幾個月內，他被晉升為指揮官，并被授予中校軍銜。他多次出席地方會議，所展現出的愛國熱情和才華讓與會者印象深刻。在一個廣為流傳的故事中，聖茹斯特在地方議會上公開燒毀反革命的宣傳冊，與此同時把手伸進火焰里，用以宣誓他對共和國的忠貞無二。此舉讓出席議會的所有人大為感動。
與此同時，聖茹斯特開始準備參選所在地區的國民議會代表。為此他做了大量的準備工作，比如寫信給多位在當時已是風雲人物的革命領袖，其中包括卡米耶·德穆兰。1790年年末，他第一次給羅伯斯庇爾寫信，請他協助解決當地發起的一個政治訴求。這封信中充滿了真誠的讚美之詞。信的開頭寫著：“是您支撐著這個搖搖欲墜的國家，使她遠離專制和陰謀的侵染；而我如同感知上帝的奇跡一樣感知到您與我同在……”羅伯斯庇爾在當時已經相當出名，每天會收到許多陌生人發來的類似信件。聖茹斯特的這一封是他保留下來的其中一封。羅伯斯庇爾有無回應並不清楚。但以這封信為開端，兩人之間發展出了“神秘而深邃的友誼，一直持續到兩人共同赴死的那一天”。
1791年8月至9月期間，地方議會舉行了國民立法議會代表的競選，聖茹斯特是其中一名候選人。他一直以來的政敵際里在競選中重新指出他的年齡尚不足25、實際上並無資格成為代表的事實。這是一個硬性規定，而聖茹斯特無法舉證進行反駁。所以他不幸落選了這一次選舉。在那之後他並未完全消沉，在當地仍舊活躍于捍衛農民利益的法律案件，並曾寫信向人借用法律書籍。

### 革命的精神和法蘭西憲法
在等待1791年選舉的期間，聖茹斯特進行了大量的創作工作。1791年春天發表的《革命的精神和法蘭西憲法》(L'Esprit de la Revolution et de la constitution de France)是其中一部作品。是時他的寫作風格已經全然脫離了之前的諷刺風格，變得十分嚴肅，且包含了一些古羅馬式的道德層面說教，這種風格在當時深受革命者們推崇。書中展示出的政治立場出人意料地溫和，明顯可以看出作者的思想受到了孟德斯鳩的極大影響，並且全書所討論的政治制度都尚局限在君主立憲制之內。聖茹斯特在書中表達了自己對迄今為止所發生的那些無序的革命暴力的極端憎惡之情，蔑視地稱那些參與這些無序暴力的人只不過是“暴亂的奴隸”。與此同時，他對國民立法議會中的代表們讚譽有加，認為他們冷靜而清醒的美德將會成為革命的最佳指導。革命的精神總共包括五卷書，它有很多碎片式的理論和思想，許多主張存在著內部矛盾，體現了作者是時的不成熟。但同時它也清楚地表明聖茹斯特不再認為政府是對人類本性的壓制，而是還原人類美好本質的必要手段：它的最終目標在於“促進社會向著遙遠而又理想的遠方行進”。
和奧爾岡一樣，這本新的著作也並沒有很多讀者。在本書發行后的不久的1791年6月21日，凡爾賽發生了著名的路易十六出逃事件。這使得聖茹斯特在書中所考慮的君主立憲制突然不合時宜起來。不過這件事還有另外一個效果——它徹底點燃了公眾對國王一直在醞釀著的憤怒之情，最終導致了1792年八月十日事件。當日巴黎暴徒暴力襲擊了杜樂麗宮，促成了君主制的土崩瓦解。而作為對事件的回應，國民立法議會宣佈解散，并進行新的男性公民普選，共同召開國民公會。這個時機對聖茹斯特堪稱完美，他在當年八月底就可年滿25歲，成為合格的競選人。八月十日事件引起的恐慌還導致了他的許多競選對手退出了選舉，於是聖茹斯特十分順利地當選為埃納省的代表之一。最終他如願前往巴黎，成為了國民公會中最年輕的成員。

## 國民公會早期（1792年9月-1793年8月）

### 处决路易十六
1792年9月到達巴黎后，聖茹斯特最初十分謹慎，並未留下太多和代表們互動的記錄。他加入了雅各賓俱樂部，但他對吉倫特派和山岳派都並不親近。直到1792年11月13日，他在國民公會上發表了他的首次演說，此次演說使得他一舉成名。演說所針對的辯題是如何處置曾經的國王路易十六。在聖茹斯特之前發表見解的人意見都相對溫和，而聖茹斯特則對國王進行了十分嚴厲的譴責。他要求“路易·卡佩”不應以曾經的國王的身份接受審判，甚至不應以一個公民的身份接受審判。他是一個叛徒，一個理應處死的敵人。“對於我來說，”他宣稱，“我不認為此處存在任何妥協的可能性，一個國王只能在‘統治’與‘死亡’之間擇其一。他的存在本身對自由的國度就是一種壓迫、一種敵對。他褻瀆法律。他必須以死確保人民的安寧。因為在他的概念里，他需要以鎮壓人民的手段來保全自己。”
這位年輕代表的發言震撼了國民公會。聖茹斯特在整個演講過程中頻繁被掌聲打斷。在他演講的結尾，他提出了他那句著名的見解：“沒有一個統治者是無辜的。”羅伯斯庇爾顯然對聖茹斯特的發言印象分外深刻——他在第二天的演講中所展現出來的幾乎就是聖茹斯特的觀點的復刻。他們共同的看法最終也成為了雅各賓的官方立場。同年12月，國民公會對此通過了立法：路易十六的審判如期進行，並被判處死刑。1793年1月21日，路易十六被處決于斷頭台。

### 法国1793年憲法
在1792年成立法蘭西第一共和國後，當時的法蘭西1791年憲法也亟待更新。其中仍含有國王的角色，早已不再適用。。自從國王被處死後，大量憲法草案在國民公會內流傳，由孔多塞起草的憲法草案更是在國民公會中引起多方爭論。值此辩论之际，聖茹斯特于1793年4月24日提交自己擬訂的草案。他的草案中包含了當時最常見的部分主張︰投票權、請願權，和就業資格平等。這些基本原則為這份草案的推廣打下了堅實的基礎。然而在選舉問題上，聖茹斯特和大部分人看法相左。他反對所有複雜的投票系統，堅定地支持“一人一票”，多数者胜的經典方案。這種對希臘-羅馬傳統的擁護為他贏得了不小的政治威望。（在法國大革命中，古希臘-古羅馬文化在一定程度上被理想化，受到相當的重視）。

由於山嶽和吉倫特的黨爭不休和其他種種原因，所有草案都無法通過投票表決。各派於是各退一步，同意選舉出數名代表，組成官方認可的憲法起草小組。1793年5月29日，巴累以救国委员会的名義建議：五名憲法起草人應被納入委員會，全力工作，盡快向國民公會提交可用的憲法草案。次日，五名代表被公佈，聖茹斯特是其中之一。

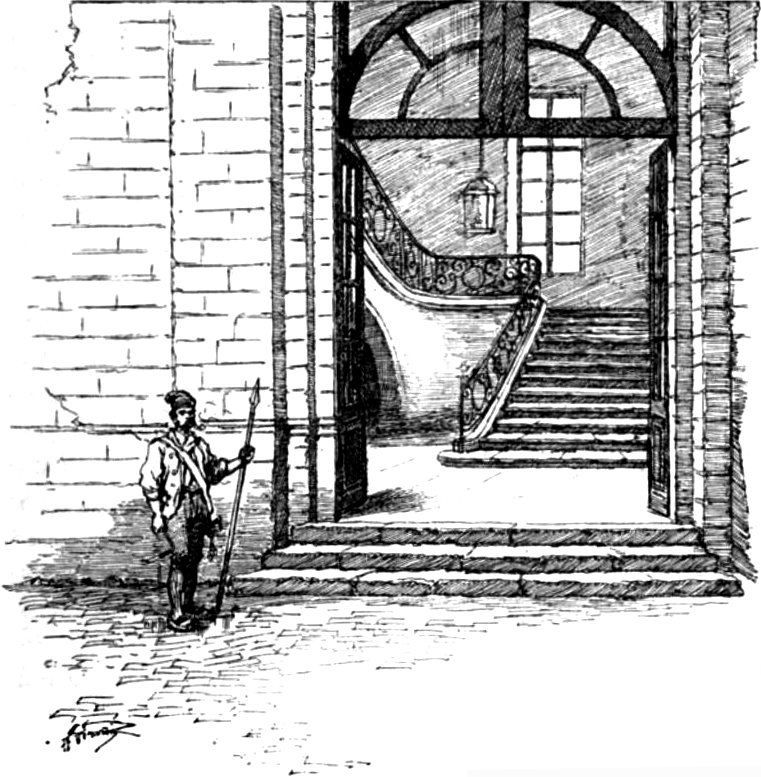
救国委员会入口。1793年5月30日，聖茹斯特成為委員會的成員。

由於1793年初形勢逐漸嚴峻的法國大革命戰爭，救国委员会被國民公會賦予了極大的權力，以在戰爭中保證國家安全。按照最初的規定：每個委員會成員的在任期限不得超過三十天，之後需進行改選。五名憲法起草人必須在如此緊迫的時間中迅速開展工作。他們不負眾望，於6月9日在委員會中公佈了憲法草案，次日清晨被委員會表決通過。隨後草案又於1793年6月24日被國民公會採用。並於7月第一週內通過全民公投。聖茹斯特在法蘭西1793憲法的制定過程中確切參與了多少後人無從知曉。但從草案簡潔而精準的行文和用語、以及某些與聖茹斯特的思想高度一致的條令來看，他在其中扮演了極其重要的角色是不爭的事實。
儘管如此，新憲法在聖茹斯特眼中暫時還不過一件漂亮的擺設，那是他希望實現的理想世界。但在當時的法國，戰時特殊政策勢在必行，這些政策放緩了憲政民主的發展進程。需要政府高效運行的戰爭背景給予了國民公會無上的權力，而在其下轄的委員會中，救国委员会無疑坐落在權力的頂端，成為實際掌權機構。在聖茹斯特的支持和協助下，羅伯斯庇爾有力回擊了各方質疑，堅稱革命政府將採取戰時特殊政策直到勝利來臨。之後方可推行新憲法的實施。

### 驅逐吉倫特派
1793年初，當聖茹斯特致力於憲法草案的修訂時，巴黎的政治格局也正悄然變化。是時正值吉倫特派掌權，被許多激進主義者視為“人民”象征的無套褲漢卻對溫和的吉倫特派日漸反感，藉由巴黎公社與之抗衡。從1792年到1793年，吉倫特派也日益式微，國民公會下屬的兩個最重要的委員會——救国委员会和治安委员会——此時都已被山嶽掌握，無法控制的糧價和對外戰爭的失利令吉倫特派進一步喪失了民心。1793年6月2日，在巴黎國民衛隊時任司令弗朗索瓦·昂里奥（François Hanriot）的帶領下，人們佔領了國民公會，並通過法令逮捕了29名吉倫特成員，將他們軟禁在家。很多其他代表對此表示不滿，其中不乏在立場上支持無套褲漢的山嶽派成員。但出於政治考慮，他們仍舊被迫認可了這項行動。
在吉倫特領袖雅克·皮埃爾·布里索被指控叛國並预定審判时，其他布里索黨人却只是被拘禁，暫未擬定正式罪名。救国委员会和國民公會內部均就此事展開了數個星期的爭論。出逃的吉倫特成員們在各省掀起叛亂的企圖迫使他們做出了決斷。6月15日，一個包含聖茹斯特在內的三人委員會成立，被委任處理相關事宜。6月19日，委員會全權委託聖茹斯特獨自撰寫報告。報告於6月24日提交給委員會，7月2日審議通過，並於7月8日宣讀于國民公會。聖茹斯特此前甚少參與吉倫特與山嶽之間的爭鬥。但在這份報告中，他明顯表達了自己的立場，和長期對抗吉倫特派的羅伯斯庇爾站在了同一戰線。
報告很長，其中頗有些因政治目的性過於明顯而有失真實的指控。但聖茹斯特著重譴責地方叛亂應被嚴懲，而大部分人比起有罪，更多的是被叛國的君主製擁護者所欺騙。審判直到1793年10月24日才進行，一周後布裡索與其二十個盟友被送上斷頭台。在10月被審判並判決的人與聖茹斯特6月提交的報告中所列出的名單大有出入。

## 救国委员会時期（1793年9月-1794年5月）

### 國民公會督軍代表（1793年10月底 - 1794年2月底）
聖茹斯特認為國民公會應派出代表直接監督共和國所有的軍事工作，這項提議于1793年10月10日被批准。當年秋天，由於法國北境前線的情況越發緊急，在聖茹斯特被任命為任務代表之前，幾個公會議員已被派往戰事最為膠著的阿爾薩斯地區，以支持日漸不敵的萊茵軍團。他們並未很好地完成任務。於是在十月中旬（10月17日）聖茹斯特亦被派往前線，與他同行的還有他在國民公會中的盟友：菲利普·弗朗索瓦·約瑟夫·勒巴（Philippe Le Bas）。任務持續了兩個月。在1793年11月和12月中，聖茹斯特和勒巴作為公會代表，被賦予了十分強大的“特別權力”，以便他們更加方便地整饬纪律並重組軍隊。
聖茹斯特在任務的執行過程中始終都處於主導地位。他對指揮官要求嚴苛，冷面無情；卻對普通士兵充滿同情，悉心聽取他們的痛苦和抱怨。在到達前線的第一天，他便下簽發一紙公告，承諾他將帶來“軍隊迄今為止尚未有過的正義和嚴厲的措施”。聖茹斯特言出必行、行動力一流。整個軍隊立即如他所言執行起最為嚴格的紀律。很快，多名官員被撤職。另有多名軍官被處決，其中包括至少一位將軍。

士兵和平民中的反革命者也遭到聖茹斯特的打擊。但值得一提的是，某些更激進的代表會在轄區下達大規模逮捕和處決的命令，而聖茹斯特十分反對這樣做。他認為在他之前大部分督軍代表的工作都是低效且錯誤的，並讓救国委员会把他們之中的很多人召回了巴黎。當地的政客亦受到他一視同仁的整頓。阿爾薩斯最大的城市斯特拉斯堡的革命領袖，欧洛吉乌斯·施奈德，也因行事腐敗而被聖茹斯特逮捕，並隨後送上斷頭台。聖茹斯特和让-夏尔·皮舍格吕將軍合作緊密，他是一位深受聖茹斯特尊重的雅各賓黨人。在一系列強有力的措施和聖茹斯特一絲不苟的監督下，皮舍格吕於拉扎爾·奧什（Lazare Hoche）兩位將軍聯手，巧妙地奪回了邊界，並開始向日耳曼的萊茵蘭地區推進。

隨著戰局扭轉，聖茹斯特於1793年12月底凱旋巴黎，並因帶來勝利而備受歡迎。然而他並沒有很長的休息時間。很快他便又一次離開巴黎，前往比利時前線，以解決北方軍團中同樣嚴重的組織紀律問題。1794年1月22日到2月12日，他又一次以嚴苛的措施和強大的行動力迅速推進了任務的進程。然而這次的任務持續不到一個月便被中止。巴黎政局不穩，羅伯斯庇爾需要他的幫助。

### 國民公會主席
由於吉倫特派已七零八落，隨著共和軍在北線的推進，由雅各賓俱樂部和羅伯斯庇爾領導的左翼山嶽黨人控制了國民公會。在這樣的背景下，法蘭西共和曆第二年風月的第一天（1794年2月19日），聖茹斯特當選為國民公會新一期的主席。
在兩個星期的任期間，他說服公會通過了十分激進的風月法令。法令規定政府將可沒收貴族以及流亡分子的財產，並將它按需分發給無套褲漢和愛國人士。這樣的財富再分配法可以說是法國大革命中最受爭議的革命性決議。不過和1793憲法一樣，由於在實際推行上具有很大的操作難度（例：到底依據什麼來敲定被沒收財產者的名單？），它從未被真正實施。與此同時，政局的變動也變得越來越迅速和激烈，救国委员会沒有太多的時間去詳細考慮該法令的執行細節。
山嶽派的反對者認為風月法令並不真誠，不過是革命政府討好激進極端左派（忿激派）的一種手段。但無論他主觀是否真誠，客觀上聖茹斯特的確充滿熱情地進行了數次演講，為該法令提供支持論據。法令通過一周後，聖茹斯特大力敦促實施，並認為該法令標誌著一個新的時代︰"要建立一個自由的國家，就需要根除貧困。愛國者的財產是神聖的，陰謀家的所有理應為那些可憐的人們所用。不幸是世間的力量。不幸的人們有權責問視他們如無物的政府，因為他們才是世界真正的主人。"

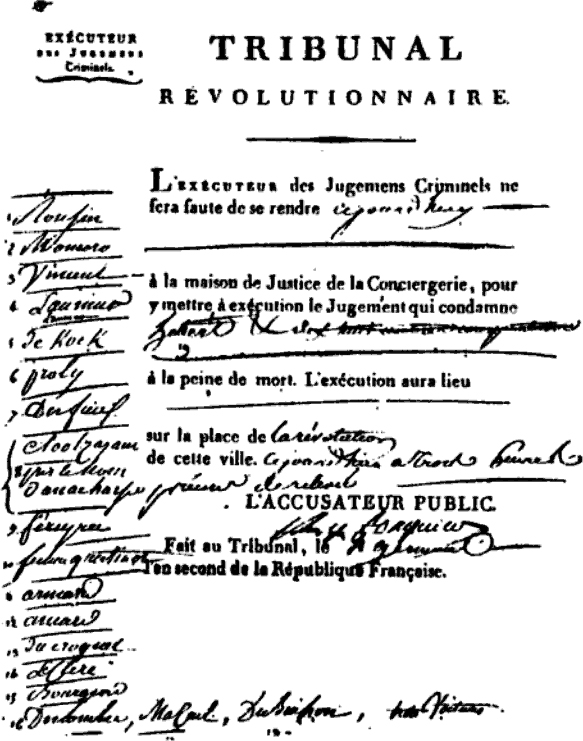
革命法庭譴責埃貝爾派命令

### 逮捕埃貝爾派
1794年的春天，救国委员会幾乎完全控制了政府所有的職能和權力。但政見相左的對手和敵人仍然活躍在政壇上。對救国委员会委員之一羅伯斯庇爾來說，最棘手的對手之一是民粹主義倡導者雅克-勒内·埃贝尔。此人在山嶽派中也屬極左一檔，在他在他自己創立的報紙《迪歇纳老爹報》上對有一定資產階級色彩的雅各賓主義大肆攻擊。 雅各賓俱樂部試圖拉攏和管理無套褲漢的努力不斷地被科德利埃俱樂部中極端激進的埃貝爾派所摧毀。埃貝爾派中最極端激進的人們甚至公開號召人民起義。
時值聖茹斯特就任國民公會主席，他十分明確地指出“反對共和的罪行有三種：第一：同情政治犯；第二：反對美德的統治；第三：反對恐怖政策。”而對這些共和國的罪人，只有一種合適的處罰：死刑。共和二年風月23日（1794年3月13日），在羅伯斯庇爾的嚴厲譴責下，埃貝爾在當晚被逮捕，罪名是陰謀反革命。聖茹斯特表示：“在罪行面前不再有迴護與軟弱。從現在起，革命政府不會放過任何罪惡。”共和二年芽月4日（1794年3月24日），革命法庭將埃貝爾及其另外18名同夥送上了斷頭台。

### 逮捕丹東派
正在進行政治鬥爭——至少從逮捕吉倫特派以來已經足夠血腥可被稱為恐怖統治——擴展的越來越廣泛。當埃貝爾派殞落時，羅伯斯庇爾感到必須消除他的其他科德利埃俱樂部競爭對手，由法布尔·代格朗蒂纳開始到他的親密朋友乔治·雅克·丹东。這些強而有力的代表是很困難的獵物，但涉及法國東印度公司清算金融醜聞提供“方便的藉口”。羅伯斯庇爾再度差遣聖茹斯特到公會提交一份委員會的"報告"，1794年3月31日，他宣布逮捕丹东和“君主主義的最後黨羽”。經過混亂的擺樣子公審，1794年4月5日，法布尔·代格朗蒂纳、卡米耶·德穆蘭和丹东其他主要的支持者，這一群十五人一起走上斷頭台。在他的報告中，聖茹斯特已經承諾，這將是共和國敵人的最後“清洗”。
聖茹斯特和羅伯斯庇爾暴力鏟除埃貝爾派和丹东派只提供了海市蜃樓的穩定性。死亡造成深邃怨恨和他們的缺席只讓雅各賓派更難影響危險、不可預知的無套褲漢群氓。這種缺乏街頭的支援將在致命的熱月政變事件期間得到證明。
作為委員會報告的發言人，聖茹斯特承擔任了恐怖統治的公眾形象，而他成了廣為人知的“死亡天使”。芽月事件發生後，聖茹斯特強化他對國家安全機構組織的控制。他創建新的與救国委员会相匹配"一般員警"機構——並篡奪——已正式交付給治安委员会的權力。然而，成立後不久，新機構的行政運作轉交給羅伯斯庇爾，聖茹斯特離開巴黎再一次派往前線。

## 最後的日子（1794年6月-1794年7月28日）

### 弗勒呂斯戰役

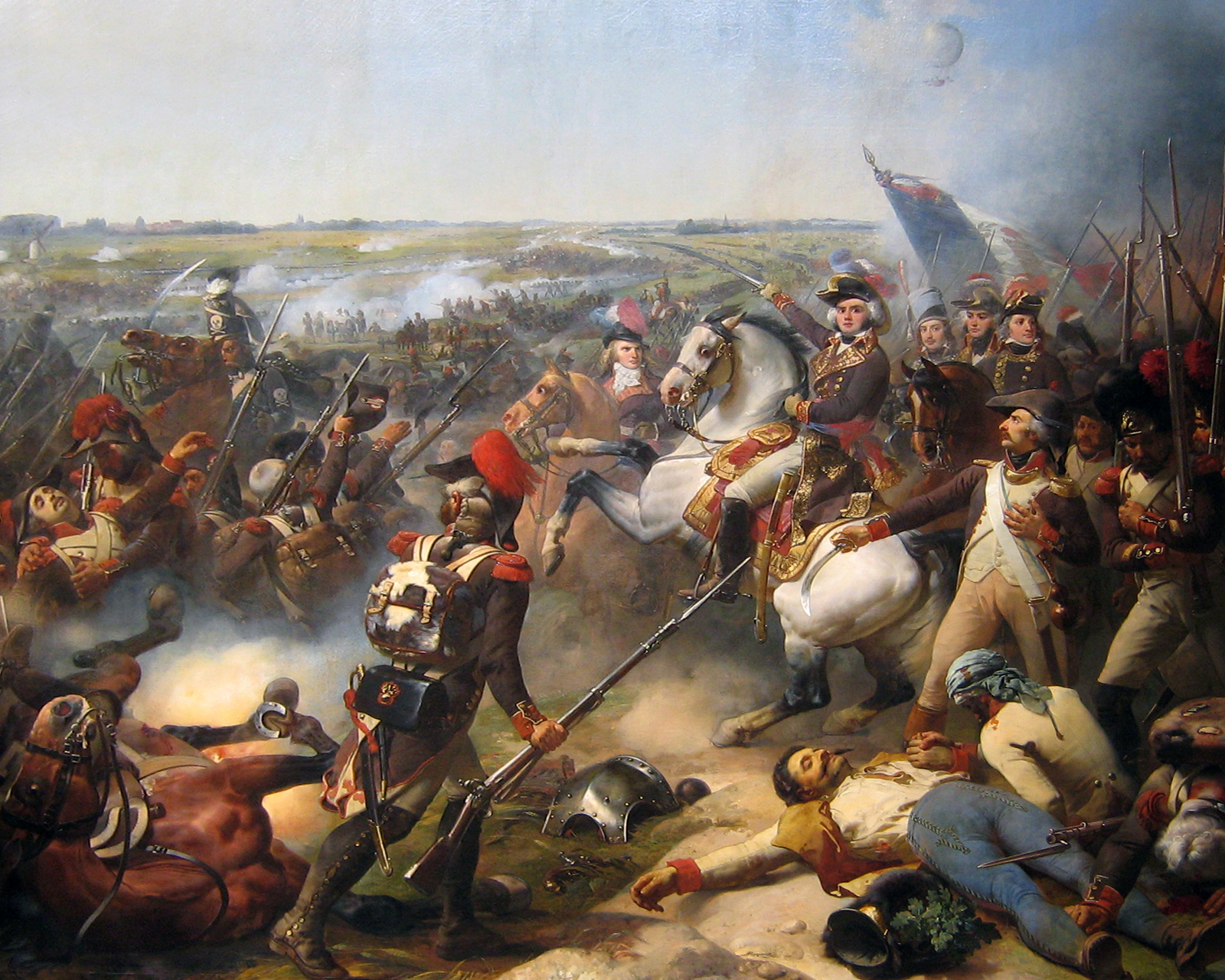
弗勒呂斯戰役（凡爾賽宮油畫）

特派回到比利時軍隊的任務，聖茹斯特再次承擔北部陸軍的最高監督並促成弗勒吕斯的勝利。1794年6月26日激烈爭奪戰迫使奧地利軍隊撤退，成為擊敗第一次反法同盟的轉捩點。法蘭西此後保持進攻的態勢，直到1797年的最終勝利。他從戰場回來之後，聖茹斯特被視為英雄和“來自四面八方的歡呼”。
回到巴黎，聖茹斯特發現羅伯斯庇爾的政治地位已明顯降低。由於恐怖統治達到極盛-即所謂的“真正的恐怖統治”——被他的敵人反擊的危險變得幾乎不可避免。然而，聖茹斯特，仍然是不動搖的維持他與羅伯斯庇爾的聯盟。法蘭西在弗勒呂斯的關鍵勝利，和其他隨後的勝利，以恐怖統治作為戰爭期間國家安全需求的論斷正當性也減少了。“恐怖統治的藉口結束了”。恐怖統治的反對者用聖茹斯特自己的話對抗他，要求全面實施法蘭西1793年憲法。
隨著政治戰鬥達到白熱化，委員會提出了一項法案，確立了“嫌疑犯法令”的更新版本——牧月22日法令。有了它，“人民公敵”的新類別成立的條件如此含糊，幾乎任何人都可能被指責。被告的法律顧問不被允許而且處了死刑外，革命法庭可不經審判直接判決。條例草案迅速經羅伯斯庇爾的護航成為法律，聖茹斯特雖然沒有直接參與組建，他當然支持。新法規定義“真正的恐怖統治”︰實施的第一個月，巴黎的平均處決從每一天五件上升到十七件，在下個月飆升至二十六件。
牧月22日法令是羅伯斯庇爾反對者的突破點。對恐怖統治的抗拒瀰漫整個國民公會，而聖茹斯特被迫解決意見的不一致。贝特朗·巴雷尔和其他熱月黨人斷言他為羅伯斯庇爾設計獨裁政權的計劃，但儘管如此，一些人認為他是可補救的或至少是有用的——直到熱月9日，1794年7月27日，他公開為羅伯斯庇爾辯護，說明他的不妥協。

### 熱月
在講臺上，聖茹斯特宣佈現行法律的絕對必要性，而結黨密謀的代表在他說話時憤怒地喧鬧干擾。最後他們中的幾個人用身體將他推離講臺，然後每個開始他自己的講話，呼籲剷除羅伯斯庇爾和他的支持者。据保羅·巴拉斯回憶，在这一片嘩然中，聖茹斯特“沒有離開主席臺，哪怕这种程度的干扰足以使其他任何人离开讲台。他只退了幾步，然後再次上前，驕傲地繼續他的講話……一動不動，堅定地以他的平靜对抗着众人。”
聖茹斯特在講臺上保全了他的尊嚴，但无法保全他的生命。尽管有着圣茹斯特的支持，羅伯斯庇爾结巴了；罗伯斯庇尔的弟弟奥古斯丁·罗伯斯庇尔、菲利普·弗朗索瓦·約瑟夫·勒巴和所有其他關鍵盟友試圖遊說動搖國民公會代表，但均已失敗告终。本次會議以通过了他們的逮捕命令而結束。聖茹斯特依然站在主席臺上，保持冷靜，“輕蔑地看着”事态的发展。當弗朗索瓦·昂里奥領導的巴黎公社軍隊趕來解救他們时，他的信心似乎得到了验证。但數小時內整個集團就被逼退至巴黎市政廳。當国民公会的士兵們終於突破進去時，有些受挫的雅各賓派試圖自殺；菲利普·弗朗索瓦·約瑟夫·勒巴站在聖茹斯特旁邊，向自己的頭部開槍自殺。圣茹斯特自己有无任何自殺的打算並不清楚，但在这混乱而粗暴的逮捕过程中，只有他一人臨危不亂；所有被捕的人当中，“只有聖茹斯特还能走路；尽管雙手被綁，他仍然昂著頭。”羅伯斯庇爾、聖茹斯特和他們的20位盟友在第二天被送上斷頭臺，而據說聖茹斯特冷靜並自豪地接受他的死亡。在最後验明正身时，他指了指法蘭西1793年憲法副本說，“我就是它的作者。”